# Nedre Tällbergssjön
Nedre Tällbergssjön är en sjö i Filipstads kommun och Ludvika kommun i Värmland och ingår i Göta älvs huvudavrinningsområde. Sjön har en area på 1,21 kvadratkilometer och ligger 250 meter över havet.

## Delavrinningsområde
Nedre Tällbergssjön ingår i det delavrinningsområde (666229-141721) som SMHI kallar för Utloppet av Nedre Tällbergssjön. Medelhöjden är 281 meter över havet och ytan är 13,75 kvadratkilometer. Det finns ett avrinningsområde uppströms, och räknas det in blir den ackumulerade arean 31,26 kvadratkilometer. Igelälven som avvattnar avrinningsområdet har biflödesordning 3, vilket innebär att vattnet flödar genom totalt 3 vattendrag innan det når havet efter 394 kilometer. Avrinningsområdet består mestadels av skog (69 procent). Avrinningsområdet har 1,54 kvadratkilometer vattenytor vilket ger det en sjöprocent på 11,2 procent.